# Sebastião Lopes de Calheiros e Meneses
Sebastião Lopes de Calheiros e Meneses (Geraz do Lima, Viana do Castelo, 24 de Janeiro de 1816 — 20 de Novembro de 1899) foi um militar e administrador colonial português.

## Família
Filho de Pedro Lopes de Calheiros e Meneses de Benevides (20 de Dezembro de 1772 - ?), Sargento-Mor de Cavalaria e Fidalgo da Casa Real, e de sua mulher (2 de Junho de 1791) Ângela Jácome do Lago e Moscoso ou Ângela de Moscoso Jácome do Lago e Rego (8 de Junho de 1778 - ?) e tio paterno do 1.º Conde de Calheiros.

## Biografia
Oficial General de Engenharia, Moço Fidalgo da Casa Real com exercício no Paço, etc.
Exerceu o cargo de 81.º Governador-Geral da Província de Cabo Verde entre 25 de Dezembro de 1857 e 1860, tendo sido antecedido por António Maria Barreiros Arrobas e sucedido por Januário Correia de Almeida, o qual, durante o seu governo, percorreu todas as ilhas do arquipélago de Cabo Verde e a costa da Guiné como Diretor de Obras Públicas do Distrito de Cabo Verde.
Exerceu o cargo de 78.º Governador-Geral da Província de Angola entre 1861 e 1862, tendo sido antecedido por Carlos Augusto Franco e sucedido pelo 1.º mandato de José Baptista de Andrade.
Foi Ministro de Estado e dos Ministro dos Negócios da Fazenda a 18 de Novembro de 1868 e a 17 de Dezembro de 1868, Par do Reino e Conselheiro de Sua Majestade Fidelíssima.
Senhor da Casa dos Cunhas Sotomayores, em Braga, e da Casa do Cardido, em Ponte de Lima.

## Casamento e descendência
Casou em 1882 com Maria Emília da Silveira Pinto da Fonseca (25 de Outubro de 1844/1854 - 22 de Fevereiro de 1931), filha do 2.º Visconde da Várzea (de Abrunhais) e de sua mulher a 2.ª Viscondessa de Guiães, e viúva sem geração do 1.º Conde da Costa, de quem teve um filho.